# Mary McCormack
Mary Catherine McCormack (rođena 8. veljače 1969.) je američka glumica. Najpoznatija je po svojim televizijskom ulogama kao Justine Appelton u seriji Murder One (1995. – 1997.), kao zamjenica savjetnice za nacionalnu sigurnost Kate Harper u seriji Zapadno krilo (2004. – 2006.) i kao Mary Shannon u seriji In Plain Sight (2008. - ...). 
Njezine filmske uloge uključuju pojavljivanje u filmovima Private Parts (1997.), Žestoki udar (1998.), Istinit zločin (1999.), High Heels and Low Lifes (2001.), K-PAX (2001), Right at Your Door (2006.), 1408 (2007.) i Scooby Doo: Misterij na Wrestlemaniji (2014.).

## Osobni život
McCormack je rođena u Plainfieldu, država New Jersey. Kćer je terapeutkinje Norah i prodavača automobila Williama McCormacka. Njezini roditelji razveli su se 1990. godine. Ima sestru Bridget (profesoricu na pravnog fakultetu u Michiganu) i brata Williama, također glumca.
McCormack je srednju školu završila u Edisonu, New Jersey, a diplomirala je u Hartfordu, država Connecticut engleski jezik i slikarstvo. 
U srpnju 2003. godine McCormack se udala za producenta serije Braća i sestre Michaela Morrisa. Imaju dvije kćerke, Margaret (rođena 2004.) i Rose (rođena 2007.). Trenutno očekuju treće dijete. 

## Karijera
McCormack je glumačku karijeru započela u dobi od 12 godina u kazalištu. U ranoj mladosti nastupala je u mjuziklima, a glumački program završila je u studiju Williama Espera. Radila je u kazališnoj produkciji u New Yorku, uključujući i Atlantic Theater Company, Alice's 4th Floor i Naked Angels. 
Prvu veću ulogu dobila je u televizijskoj seriji Murder One u kojoj je glumila Justine Appelton, a također je nastupila i u HBO-ovoj seriji K Street koja je imala samo 10 epizoda. 2004. godine McCormack se pridružila glumačkoj postavi serije Zapadno krilo kao zamjenica savjetnice za nacionalnu sigurnost i bivša CIA operativka Kate Harper. Iako je u početku imala manju ulogu, njezin lik postajao je sve važniji pa je u seriji ostala do kraja njezinog emitiranja, završivši i na samoj uvodnoj špici. 
McCormack trenutno glumi u televizijskoj seriji In Plain Sight. U njoj glumi lik Mary Shannon. 28. srpnja 2010. godine službeno je objavljeno da će se snimati četvrta i peta sezona serije koje će trajati tijekom 2011. i 2012. godine. 
2008. godine McCormack je bila nominirana za nagradu Tony. 